# Eratoneura alloplana
Eratoneura alloplana är en insektsart som först beskrevs av Ross 1956.  Eratoneura alloplana ingår i släktet Eratoneura och familjen dvärgstritar. Inga underarter finns listade i Catalogue of Life.